# Bez krásy, bez límce
Bez krásy, bez límce je česká novela, literární debut Hany Bělohradské, pražské prozaičky a překladatelky. Poprvé vyšla v roce 1962 v časopise Plamen a ve stejném roce v nakladatelství Československý spisovatel. Název knihy vychází z pasáže jedné z postav, učitelky klavíru, která jako malá plakala nad popravou Marie Stuartovny. Přirovnává ji k době protektorátu a popravám, které jsou na denním pořádku, ale „bez krásy a bez límce“. V roce 1964 vznikla filmová adaptace pod názvem …a pátý jezdec je Strach na jehož scénáři spolupracovala sama autorka knižní předlohy.

## Postavy
Všechny důležité postavy v knize jsou propojeny životem ve stejném bytovém domě v Praze.
- Hlavní postavou je Armín Braun, starý židovský lékař, který žije sám. Je velmi obětavý, hraje na housle. Byl vystěhován ze svého bytu a svůj nový byt považuje za přechodný. Stále čeká, co s ním bude. Pocit užitečnosti získává svou pomocí sousedům, přestože je tato pomoc velmi riskantní.
- Pan Šidlák je čestný a zásadový muž. Žije v bytovém domě se svou ženou Marií a synem Pepíčkem v batolecím věku. V bytě ukrývají nemocného člena odboje Pánka, který je pronásledován.
- Pan Veselý žije se svou ženou Evu, kterou podvádí s milenkou Zdenou. Nemorálně vydělává na Židech a vzniklé sociálně-politické situaci a své svědomí utápí v alkoholu. V závěru knihy mění svůj postoj a rozhodne se pomoci Šidlákovým.
- Honzík je talentovaný a citlivý hoch, syn manželů Vochozkových. Z povinnosti se učí hrát na klavír u významného profesora, přestože k tomu má odpor a rodičům jde zejména o profesorovu prestiž. Honzík si prostřednictvím půjčování knih vytvoří vztah k doktoru Braunovi.
- Obyvatelkou domu je také učitelka klavíru, která podporuje Honzíka ve hře na klavír a dodává mu sebedůvěru. Pomáhá vždy, když je potřeba.

V pražském bytovém domě žije též starý manželský pár Dvořáčkových a manželé Jirákovi.
Postavami vystupujícími mimo dům jsou doktor Emil Wiener a jeho žena Helena, prodavač, dva policisté a spoluvězeň pana Veselého.       

## Děj
Doktor Braun zůstal v protektorátních Čechách, přestože jeho syn emigroval. Zanedlouho byl vystěhován ze svého bytu a nastěhoval se do nového bytového domu. Nikdy ani úplně nevybalí všechny své věci, neboť tento byt považuje za přechodný a stále čeká, co s ním bude. V zemi jsou již uplatňovány protižidovské zákony a Židé jsou označeni Davidovou hvězdou. Doktor Braun se se vydá ve svém novém bydlišti nakoupit mimo otevírací dobu vyhrazenou pro Židy a je prodavačem z obchodu ostře vykázán. Očitými svědky situace jsou Honzík a pan Jirák. Oba jsou pohoršeni a odchází z obchodu bez nákupu. Pan Jirák vypráví o události své ženě, která rozhodne, že mu přinesou talíř bramborového guláše, aby měl něco k večeři. Pan Šidlák ukrývá v bytě nemocného člena odboje Pánka, jehož stav je již natolik vážný, že se odhodlá požádat doktora Brauna o pomoc. Ten musí pro odbojáře sehnat léčivo a vydá se proto najít bývalého kolegu Wienera.
Do bytového domu přichází Gestapo. Dva policisté kontrolují byt po bytě a učitelka hudby stihne varovat Šidlákovy a zdržuje policii ve svém bytě. Doktor Braun a Honzík stihnou tedy přenést nemohoucího Pánka do doktorova bytu. Šidlákovi jsou tak zachráněni a u doktora se členové tajné policie příliš nerozhlíží, poněvadž vychází z předpokladu, že je tento starý Žid již tak dost vystrašený. Pánka se díky tomu podaří utajit a následně vyléčit.
Pan Veselý uhodí svoji milenku Zdenu poté, co mu navrhne, že by mohli vydělat jistý finanční obnos udáním pana Šidláka. Až zde se v něm probudí svědomí a rozhodne se, že půjde Šidlákovy varovat. Po příchodu domů ale zjistí, že mají návštěvu, a tak své varování odloží a popíjí společně s návštěvou. Když se ve večerních hodinách odhodlá vydat k Šidlákovým, u dveří stoji policie. Pan Veselý je odveden. Později zjišťuje, že ho udala jeho sekretářka za černý obchod s židovskou firmou, kterou kryl svým árijským původem. Následuje popis toho, co zažil ve vězení. Moc ho zde nezbili, jelikož se jednalo pouze o finanční provinění. Paní Veselá a milenka Zdena ho z vězení společnými silami dostanou. Mezitím však příslušníci tajné policie zatknou pana Šidláka.
Závěrečná pasáž popisuje zimní odpoledne. Židé musí odklízet sníh z veřejných chodníků a vyženou k této činnosti i starého doktora Brauna. Honza ho hledá cestou ze školy a je svědkem toho, jak se chystá člen SS doktora zbít poté, co se vyčerpáním zhroutí. Honza trefí tohoto Němce míčem a dá se na útěk.

## Přijetí díla
Jiří Opelík rok po vydání této novely otiskl její kritiku v časopise Kulturní tvorba. Ve své kritice uvádí, že záleží na tom, zda hodnotíme text jako doslovný (okupační) nebo obrazný. V prvním případě by knihu vystavil ostré kritice za její podlehnutí módní tematice Židů. V druhém případě pak považuje látku povýšenou z historické na současnou, přičemž předpokládá, že doktor Braun by nebyl sólistou, nýbrž jedním z hlasů. Tím by autorka vytvořila konfrontaci dvou společenských sil, která je i v době vzniku díla stále aktuální. Opelík také vyzdvihuje autorčin cit pro trapnost a recenzi uzavírá slovy: „Oblast, do níž autorka metaforickým významem své prózy proniká, je podstatná a neodhalená, ještě plná bílých míst. Jen můstek, od něhož se tam odráží, není sdostatek pevný a nosný. To je problém první knížky Hany Bělohradské.“
Blanka Svadbová ve své recenzi vyzdvihuje autorčinu zručnost při práci s detaily a názorností. Doslova píše: „Nežene postavy do ostrého střetu, do dramatického konfliktu, ale pracuje se smyslovou názorností a vytváří sugestivní obrazy (i jazykově a stylově kultivované) užitím charakteristického detailu, polotónů místo sytých barev velikosti a malosti. Postihuje dvojí postoje k životu – neokázalé hrdinství a zbabělost.“
Milan Suchomel v časopise Host do domu pojmenovává slabé i silné stránky poetiky Hany Bělohradské, a tedy: „Bělohradská si nedovede dost poradit s šedivým máloměšťáckým průměrem, který jejího hrdinu obklopuje; leda tam, kde zase průměr na okamžik vyplývá do něčeho nadosobního. (…) je teprve na začátku svých možností a že z nich musí využít především těch, které jí jsou, jak se zdá, vlastní a nejvíc slibují: udržovat dramatické a intelektuální napětí předpokládá domýšlet, spojovat v jednotu nadčasové a rozhodnuté jistoty znovu rozpolcovat v zneklidňující buď – anebo.“